# アブドゥラ・シャヒッド
もしかして
- アブドッラ・シャーヒド

ではありませんか？